# يان ماكيلا
يان ماكيلا (بالفنلندية: Janne Mäkelä)‏ هو مدرب كرة قدم ولاعب كرة قدم فنلندي في مركز الدفاع، ولد في 23 يوليو 1971 في تامبيري في فنلندا. شارك مع منتخب فنلندا لكرة القدم. أما مع النوادي، فقد لعب مع ريث روفرز وفينبا وميبا ونادي جاز ونادي سانت ميرين ونادي لاهتي وهكا.

## وصلات خارجية
- يان ماكيلا على موقع الاتحاد الدولي (مؤرشف)  (الإنجليزية)
- يان ماكيلا على موقع قاعدة بيانات كرة القدم.إي يو (الإنجليزية)
- يان ماكيلا على موقع ناشيونال فوتبول تيمز (الإنجليزية)
- يان ماكيلا على موقع عالم كرة القدم.نت (الإنجليزية)